# دیمیتریوس آورامیس
دیمیتریوس آورامیس (یونانی: Δημήτριος Αβράμης؛ زادهٔ ۱ ژانویهٔ ۱۹۷۵) کشتی‌گیر بازنشستهٔ اهل یونان است که در دستهٔ ۷۶ کیلوگرم کشتی فرنگی رقابت می‌کرد. آورامیس نمایندهٔ یونان در دو دورهٔ بازی‌های المپیک (۲۰۰۰، ۲۰۰۴) بود. او یک مدال برنز مسابقات قهرمانی کشتی جهان (۱۹۹۹)، یک مدال نقرهٔ بازی‌های مدیترانه (۱۹۹۷) و یک مدال نقره (۲۰۰۴) و یک برنز (۱۹۹۹) را از مسابقات قهرمانی کشتی اروپا کسب کرده است.